# Gerd Schultze-Rhonhof
Gerd Schultze-Rhonhof (* 26. Mai 1939 in Weimar) ist ein Generalmajor außer Dienst des Heeres der Bundeswehr und deutscher Autor.

## Familie und militärischer Werdegang
Schultze-Rhonhof wurde 1939 in Weimar geboren; 1947 floh seine Familie mit ihm aus der Sowjetischen Besatzungszone (SBZ) nach Kassel. Er wuchs in Bonn auf und trat nach dem Abitur in Bonn 1959 beim Panzerbataillon 14 in Koblenz in die Bundeswehr ein.
Er durchlief die Ausbildung zum Truppenoffizier des Heeres und war in der Panzertruppe unter anderem als Kompaniechef tätig. Studienreisen führten ihn 1964 und 1965 nach Namibia und Südafrika. Schultze-Rhonhof absolvierte von 1970 bis 1972 den 13. Generalstabslehrgang Heer an der Führungsakademie der Bundeswehr in Hamburg, wo er zum Offizier im Generalstabsdienst ausgebildet wurde, und war dann als Generalstabsoffizier im NATO-Hauptquartier der Northern Army Group (NORTHAG); später im Bundesministerium der Verteidigung und als Kommandeur eines Panzerbataillons eingesetzt. Er war von 1980 bis 1984 Lehrgangsleiter an der Führungsakademie der Bundeswehr und von April 1985 bis September 1989, als Brigadegeneral, Kommandeur der Panzergrenadierbrigade 19 in Ahlen. Anschließend war er Kommandeur der Panzertruppenschule in Munster.
Unter Beförderung zum Generalmajor war Schultze-Rhonhof von September 1991 bis September 1994 zunächst Kommandeur der 3. Panzerdivision in Buxtehude und von September 1994 bis März 1996 Kommandeur der 1. Panzerdivision in Hannover. Außerdem war er Territorialer Befehlshaber für den Wehrbereich II, zuständig für Bremen und Niedersachsen. Zuletzt leitete er die erste „Partnership for Peace“-Übung der NATO in Ungarn. Im März 1996 wurde er auf eigenen Wunsch in den Ruhestand versetzt. Er gab als Begründung an, in damaligen Diskussionen um die Verkürzung des Grundwehrdienstes auf zehn Monate eine mangelnde Verteidigungsbereitschaft zu erkennen.
Zuvor hatte er öffentlich das Bundesverfassungsgericht wegen dessen „Soldaten sind Mörder“-Urteilen (1994/95) kritisiert. Der Deutsche Bundeswehrverband teilte die durch Schultze-Rhonhof angestoßene Art der Auseinandersetzung nicht. Das Bundesverteidigungsministerium unter Volker Rühe verwies auf die Zurückhaltungspflicht der Soldaten und den Primat der Politik, erkannte aber die Motivation des Generals an.
Schultze-Rhonhof lebt in Haldensleben. Er hat drei Töchter und zehn Enkelkinder. Seit Mai 2025 ist er verwitwet.

## Publizistik und Referententätigkeit nach seiner Pensionierung
Aus Protest gegen die Forderung des evangelischen Bischofs Wolfgang Huber, Martin Hohmann aus der CDU-Bundestagsfraktion auszuschließen, trat er für die Dauer der Amtszeit Hubers aus der evangelischen Kirche aus. Seit Jahren tritt Schultze-Rhonhof als Publizist unter anderem mit Arbeiten zur Vorgeschichte des Zweiten Weltkrieges in Europa hervor. 
Im Mai 2006 trat er gemeinsam mit den umstrittenen Historikern Stefan Scheil und Walter Post auf einer Tagung der vom Bundesamt für Verfassungsschutz als rechtsextremistisch eingestuften Verleger Wigbert Grabert und Gert Sudholt auf. Nach einer Schulung des Südtiroler Schützenbundes, bei der Schultze-Rhonhof als Referent fungierte, leitete die Staatsanwaltschaft Bozen gegen die Teilnehmer Ermittlungen wegen des Verdachts auf Verletzung der Gesetze gegen die Einheit des italienischen Staates ein. 2011 referierte Schultze-Rhonhof auf der Antizensurkonferenz des Schweizer Verschwörungstheoretikers Ivo Sasek.
Besonders häufig sprach er in der Vergangenheit vor Burschenschaften des Verbandes Deutsche Burschenschaft, so etwa im SS 2007 bei der Burschenschaft Normannia-Nibelungen in Bielefeld, ebenfalls 2007 bei der Marburger Burschenschaft Germania sowie im WS 2009/10 und im WS 2017/18 bei der Marburger Burschenschaft Rheinfranken. Ein geplanter Vortrag im Audimax der Universität Greifswald auf Einladung der Burschenschaft Rugia musste nach Protesten auf deren Korporationshaus verlegt werden.

## Veröffentlichungen
In seinem Buch 1939 – Der Krieg, der viele Väter hatte geht Schultze-Rhonhof davon aus, dass Adolf Hitler nach mehreren Verhandlungsangeboten „im späten Frühjahr 1939 die deutsch-polnischen Probleme notfalls mit einem Krieg lösen wollte“. Er meint, Polen habe mit der Ablehnung der deutschen Verhandlungsangebote eine Mitschuld am Ausbruch des Zweiten Weltkriegs. Auch Großbritannien, Frankreich, die USA und die Sowjetunion seien massiv am Ausbruch des Zweiten Weltkriegs beteiligt gewesen, da sie letztlich Polen in den Krieg getrieben hätten. Zwar hätten die späteren Alliierten nach der Besetzung der Tschechoslowakei einen Kriegsgrund gegen Deutschland gehabt, da der militärische Eingriff aber ausblieb, seien sie danach durch die „Friedenspflicht“ gebunden gewesen. Er wirft der deutschen Geschichtswissenschaft vor, im Falle der Analyse der Kriegsschuld mit einem „verengten Tunnelblick“ zu arbeiten. Zudem behauptet er, dass amtliche Quellenbände wie die Akten zur deutschen auswärtigen Politik (ADAP) manipuliert worden seien und die Geschichtswissenschaft und die deutschen Schulbuchverlage gezwungen seien, eine deutsche Alleinschuld am Zweiten Weltkrieg festzuschreiben.
Im Anhang des 609-seitigen Buches werden 178 Quellen- und Literaturverweise angegeben. Hierunter sind diverse von der Geschichtswissenschaft als revisionistisch und rechtsextremistisch eingeschätzte Autoren (wie z. B. Gerhard Baumfalk, Hans Bernhardt, Friedrich Grimm, David L. Hoggan, Erich Kern, Paul Rassinier, Jacques Benoist-Méchin, Annelies von Ribbentrop, Heinrich Schulze-Dirschau, ein Pseudonym für Franz Kurowski). Außerdem finden sich umstrittene Historiker, die die Präventivkriegsthese vertreten (u. a. Stefan Scheil, Werner Maser und Ernst Topitsch), und Publizisten aus dem rechtskonservativen Milieu (wie z. B. Franz Uhle-Wettler, Heinz Nawratil, Heinz Magenheimer, Dirk Bavendamm).
Dagegen findet eine Auseinandersetzung mit dem internationalen geschichtswissenschaftlichen Forschungsstand nicht statt. Stattdessen baut er seine Argumentation auf einer selektiven Auseinandersetzung mit bereits publizierten Aktenreihen zur auswärtigen Politik der kriegführenden Staaten auf. In Einzelfällen wird auf ungedruckte Quellen zurückgegriffen. Eine Recherche zu den von Schultze-Rhonhof genutzten Quellen ergab bei einer Stichprobe zur Falsifizierung seiner Behauptung, zwischen 1933 und 1938 seien 557.000 Juden aus Polen nach Deutschland geflüchtet, dass er auf unbelegte Aussagen eines ehemaligen NS-Pressesprechers als Primärreferenz verwiesen hatte. Diese waren von ihm zuvor an anderer Stelle ungeprüft übernommen worden.
2008 veröffentlichte Schultze-Rhonhof seine Ansichten über „das tschechisch-deutsche Drama 1918–1939“, ein Buch mit dem Untertitel Errichtung und Zusammenbruch eines Vielvölkerstaates als Vorspiel zum Zweiten Weltkrieg.
Offen erklärtes Ziel Schultze-Rhonhofs ist es (Stand 2007), mit seinen Veröffentlichungen Schüler, Studenten und Lehrer zu erreichen, um „den Gymnasial- und Universitätsbetrieb eines Tages in der Geschichtslehre von unten her“ neu zu gestalten.

## Rezeption
Schultze-Rhonhofs Schriften zur Entstehung des Zweiten Weltkriegs widersprechen grundlegenden Ergebnissen der Forschung und sind in der Geschichtswissenschaft nicht rezipiert worden. In der Frankfurter Allgemeinen Zeitung rezensierte Christian Hartmann das Buch 1939 – Der Krieg, der viele Väter hatte als „abstrus“ und „einseitig“, das die Ergebnisse der seriösen Forschung auf den Kopf stelle.
In einer Rezension zum Buch Das tschechisch-deutsche Drama 1918–1939 wies Rainer F. Schmidt in der FAZ darauf hin, dass Schultze-Rhonhof die „gesamte intensive Forschung zu diesem Komplex“ ignoriert habe und seinen „Drall ins Zwielicht des Revisionismus“ stattdessen „auf höchst zweifelhafte Literatur“ stütze. Hierbei bediene Schultze-Rhonhof „Klischees, die von rechtsradikaler Seite hochgehalten“ würden.

## Auszeichnungen
- 1996: Freiheitspreis der Stiftung Demokratie und Marktwirtschaft
- 1996: Couragepreis des Verbandes der privaten Wohnungswirtschaft
- 2012: Kulturpreis der Landsmannschaft Ostpreußen, Bereich Wissenschaft[23]
- 2014: Ulrich-von-Hutten-Medaille der Gesellschaft für freie Publizistik

## Veröffentlichungen
- 1939 – Der Krieg, der viele Väter hatte – Der lange Anlauf zum Zweiten Weltkrieg. 6. Auflage, Olzog Verlag, München 2003, ISBN 978-3-7892-8229-4; als Hörbuch, ISBN 978-3-937163-93-2.
- Wozu noch tapfer sein? Verlag Ingo Resch, Gräfelfing 1997, ISBN 3-930039-64-8.
- Ein unvermeidlicher Krieg? – Der Weg zum 1. September 1939. VHS-Video-Dokumentation, ZeitReisen Verlag, Bochum 2007.
- Zusammen mit Götz Kubitschek: Deutschland auf Augenhöhe. Götz Kubitschek im Gespräch mit Gerd Schultze-Rhonhof. Edition Antaios, Schnellroda 2007, ISBN 978-3-935063-63-0.
- Das tschechisch-deutsche Drama 1918–1939. Errichtung und Zusammenbruch eines Vielvölkerstaates als Vorspiel zum Zweiten Weltkrieg. Olzog Verlag, München 2008, ISBN 978-3-7892-8365-9.